# Hayaishi Osamu

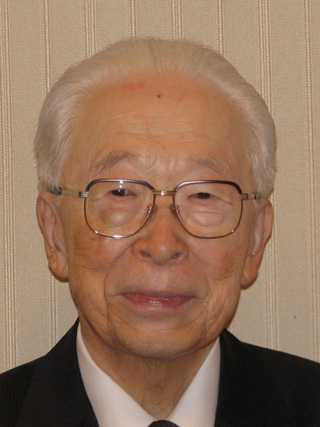
Hayaishi Osamu

Hayaishi Osamu (japanisch 早石 修; * 8. Januar 1920 in Stockton, Kalifornien; † 17. Dezember 2015) war ein japanischer Biochemiker.

## Leben
Hayaishi studierte Medizin an der Universität Osaka, wo er 1942 seinen M. D. erwarb. Danach forschte er dort in der Abteilung Bakteriologie. 1949/50 war er am Institut für Enzymforschung der University of Wisconsin–Madison, 1950 an der University of California, Berkeley, 1951/52 an den National Institutes of Health in Bethesda und 1952 bis 1954 Assistant Professor in der Medical School der University of Washington in St. Louis. 1954 bis 1958 leitete er die Abteilung Toxikologie des National Institute of Arthritis and Metabolic Diseases der National Institutes of Health. 1958 bis 1983 war er Professor für medizinische Chemie an der Universität Kyōto. Dazwischen war er 1961 bis 1963 Professor und Vorstand der Fakultät für Biochemie an der Medical School der Universität Osaka und 1970 bis 1974 Professor und Vorstand der Fakultät für physiologische Chemie und Ernährung der Universität Tokio. 1983 wurde er Direktor des Osaka Medical College, was er bis 1989 blieb. 1987 bis 1998 war er Direktor des Osaka Bioscience Institute. Ab 2004 war er Vorstand des Board of Trustees des Instituts.
Hayaishi wurde bekannt durch seine Pionierrolle in der Erforschung von Oxygenase-Enzymen und ihrer Rolle im Stoffwechsel. Später widmete er sich auch der Schlafforschung und der Rolle von Prostaglandinen bei der Einleitung des Schlafs.

## Ehrungen
1964 wurde Hayaishi mit dem Asahi-Preis ausgezeichnet, 1969 in die American Academy of Arts and Sciences gewählt. 1972 wurde er zur Bunka Kōrōsha, zur Person mit besonderen kulturellen Verdiensten, ernannt und darüber hinaus mit dem kaiserlichen Kulturorden ausgezeichnet. 1978 wurde Osamu Hayaishi zum Mitglied der Leopoldina gewählt. 1986 erhielt Hayaishi den Wolf-Preis in Medizin. Er war auswärtiges Mitglied der National Academy of Sciences. Hayaishi erhielt den Preis der Japanischen Akademie und den Orden des Heiligen Schatzes am Großen Band. 1999 erhielt er den Distinguished Scientist Award der World Federation of Sleep Research Societies (WFSRS). 2004 wurde er zum Mitglied der Gelehrtengesellschaft Leibniz-Sozietät der Wissenschaften zu Berlin gewählt.